# Бахтеяров, Еналей Леонтьевич
Енале́й Лео́нтьевич Бахтея́ров (иногда Яналей Леонтьевич Бухтеяров) — русский землепроходец XVII века, из служилого рода Бухтияровых, сибирский письменный голова (управляющий воеводской канцелярией), ближайший помощник первого якутского воеводы Петра Петровича Головина. Сын боярский, дворянин московского списка.

## Биография
В августе 1638 года по указу царя Михаила Фёдоровича из Москвы на реку Лену в Якутский острог вместе со старшим воеводой стольником Петром Головиным, вторым воеводой Матвеем Богдановичем Глебовым и дьяком Ефимом Варфоломеевичем Филатовым были отправлены письменные головы Василий Данилович Поярков и Еналей Леонтьевич Бахтеяров. С ними следовали 395 стрельцов и казаков, а затем ещё прибавились плотники, судовые мастера, кузнецы, оружейники, толмачи (переводчики) и четыре православных священника.
Из царской грамоты на Верхотурье таможенному и заставочному голове А. Липину о проверке запасов В. Пояркова и Е. Бахтеярова, увезенных ими из Москвы, и изъятии в казну всего взятого сверх указанной нормы (1638 г., августа 17):
От царя и великого князя Михаила Федоровича всеа Русии в Сибирь на Верхотурье таможенном[у] и заставочному голове Ондрею Липину. По нашему указу посланы в Сибирь на нашу службу на великую реку Лену с столники и воеводы с Петром Головиным с товарыщи писмяные головы Василей Поярков да Еналей Бухтеяров. А запасов у них везут... <...> У Еналея Бухтеярова двесте ведр вина, сорок пуд меду, сто полот мяса, сорок ведр уксусу, сто чети муки ржаные, пятдесят мехов сухарей, дватцать чети круп, пятдесят чети солоду.
В 1640 (или 1641) году Бахтеярову было поручено досмотреть соляные «росолные ключи» в прибрежьях реки Илим и выяснить, «можно ли на том месте варницы устроить». Об этой поездке сохранилась «Доездная память» Бахтеярова, из которой видно что он определил размеры, положение и происхождение соляных источников, а также взял «росолу соляного для опыту». Но вопроса о возможности устроить варницы он не решил, так как с ним не было «соляного мастера». 
После подтверждения сведений о пути на реку Шилку, в этом же году он был отправлен на Витим «для ясачного сбору и для прииска новых землиц, руды серебряной, и медной, и свинцовой, и хлебной пашни». Кроме того, ему было поручено узнать, какие люди живут по Витиму и Шилке, а также найти «проход в Китайское государство» и сделать его чертёж и роспись по расспросам иноземцев. Воевода Головин был уверен в успехе этого разведывательного похода и потому приказал Бахтеярову не только собрать важные сведения, но и положить начало освоению нового края, поставив острог в случае обнаружения месторождения серебряной руды. Отряд Бахтеярова состоял из 55 (по другим данным 51 или 70) служилых человек, включая двоих тунгусских и двоих якутских толмачей, а также тунгусского аманата Билчагу из Шелегинской волости, которые, будучи главными проводниками казаков Бахтеярова, обязаны были сообщать все названия местности. Хлеб им выдали из расчёта на два года. Вооружение достаточно большого отряда состояло из пушки и «к ней свинца для ядер на сорок зарядов». Столько же свинца и пороха было выдано для ручного огнестрельного оружия. Также «для витимские службы на проход» каждому из участников было выдано по полфунта свинца и пороха и половина хлебного годового жалованья.
В итоге благодаря захваченному тунгусскому шаману Бахтеяров не только подтвердил прежние известия о наличии в Даурии хлеба, серебра и прочих богатств, но также добыл важнейшие сведения об Амуре, а именно о его левом притоке — реке Зее, о которой в Якутске в то время ещё никто не знал. Кроме того, остались подробные описания Витима с указанием разных мелей и речек. От тунгусов Бахтеяров также получил информацию о даурах и месторождениях серебра. Согласно Дмитрию Ивановичу Иловайскому, слухи о богатствах Даурии возбудили в сибирских воеводах и в самой Москве сильное желание привести эту часть Сибири в подданство русскому царю и собирать там обильную дань не только «мягкою рухлядью», но также серебром, золотом, самоцветными камнями и всякими «узорчатыми товарами». 
Царю государю и великому князю Михаилу Федоровичю всеа Русии бьет челом холоп твой Еналейко Бахтеяров. Милосердный царь и великий князь Михайло Федорович всеа Русии, пожалуй меня, холопа твоего, вели, государь, мне быть из Маковского острожку в Енисейском острогу побывать в домишку на время к масленой неделе. Царь государь, смилуйся.
По Витиму Бахтеяров прошёл значительно дальше отправленного ранее казачьего атамана Максима Перфильева. Однако для перевала на Шилку у Бахтеярова не хватило ни сил, ни продовольственных запасов. На следующее лето он вернулся в Якутск и передал воеводам карту Витима с островами, притоками и порогами. Карту дополнил журнал с записями, которые велись каждый день. Это было важно, поскольку расстояния измерялись днями пути. В журнале и на карте были отмечены притоки Орон, Кутомала, Мама и Муя, порог Падун и ещё один порог, отстоящий на 23 дня пути от первого, с пометкой, что оба порога непроходимы. Чем дальше продвигался отряд Бахтеярова, тем всё более трудным становился путь, а тунгусы, которых русский землепроходец обложил ясаком, вероятно, напугали его рассказами о силе и многочисленности дауров, вследствие чего Бахтеяров не решился идти дальше. По всей вероятности, ему не удалось установить мирные отношения с местным населением, и взвесив все за и против, он отдал приказ о возвращении, дорожа собранной географической информацией, представлявшей для государства немалую ценность. 
Однако существует мнение, что Бахтеяров был довольно своенравным человеком, а поводом для нарушения им наказа воеводы могло стать не столько нежелание подвергать повышенной опасности своих людей, сколько какое-то обстоятельство личной выгоды. Об этом, в частности, свидетельствует запись Головина: «И Писмяной Голова Еналей Бахтеяров воровством своим Государевым делом не радел, на Шилку реку не пошел, а воротился назад в Якутцкой острог».
Тем не менее, Бахтеяров фактически составил карту с легендой, и она стала первой русской картой территории за Байкалом. Для Витима эта карта ещё до середины 1860-х годов оставалась единственной, и только спустя два века дополнилась трудами экспедиции Петра Андреевича Кропоткина. Тем не менее, результат не до конца выполненного Бахтеяровым задания во время похода по Витиму не повлиял на сформировавшееся мнение Головина о необходимости снаряжения нового, более многочисленного отряда под командованием уже другого письменного головы, Василия Пояркова, для отправки его в поисках реки, по берегам которой живут люди в «деревянных юртах» и «сеют хлеб». 
Разведывательный поход Бахтеярова представлял собой первую попытку царской администрации организовать проникновение русских людей в Приамурье. Открытия Бахтеярова, по сути, явились основой для московских решений о необходимости незамедлительных поисков удобной дороги на Шилку, к неизведанным землям, дававшим надежду на приобретение не только новых территорий и пополнение соболиного ясака, но и на обладание долгожданным серебром. Вследствие этого на восток один за другим двинулись отряды Василия Даниловича Пояркова, Ерофея Павловича Хабарова, Петра Ивановича Бекетова и Афанасия Филипповича Пашкова.
Несмотря на то, что дальнейшая судьба Бахтеярова, остававшегося письменным головой вплоть до 1649 года, ничем не примечательна, интересным с исторической точки зрения представляется тот факт, что в 1643 году он вместе со своей семьёй и другими лицами был посажен воеводой Головиным в тюрьму. Об этом случайно узнали в Енисейске и донесли в Москву. По воле царя было назначено специальное расследование, которое выяснило невиновность Бахтеярова, и 20 июня 1645 года он был освобождён. По всей вероятности, письменный голова Бахтеяров как и стольник Глебов, дьяк Филатов, а также многие подьячие, попы, целовальники, служилые, торговые и промышленные люди, в общей сложности которых было более ста человек, оказался в тюрьме по приказу первого сибирского воеводы за невыполнение его наказа. Хотя не стоит забывать, что Пётр Головин был вообще довольно суровым воеводой.
Из книги Сергея Николаевича Маркова «Подвиг Семёна Дежнёва» (1947):
Головин занимался тёмными делами: «поворачивал» к себе государевых соболей, за якутами ложно числил недоимки, а служилых обвинял в недоборе ясака. Чтобы скрыть всякие следы содеянного, Головин стал свозить в Якутск «лучших мужиков» — якутов, пытать их и вырывать от них наговорные речи на казаков и служилых. Потом Головин повесил «лучших якутских людей» и начал расправу со служилыми. От его батогов в первую очередь пострадали такие знаменитые люди, как Парфен Ходырев, Шалам Иванов, Ярофей Хабаров, Семён Шелковников, Еналей Бахтеяров.

## Значение имени
Ена́лей (иногда Еналий, Яналей, Яналий) — древнее мужское персидско-арабское имя (тат. Canğali, Җангали, جان علی‎). Джан (перс.) — «душа», «дух», «дорогой, как душа», Али (арабское мужское имя) — «высокий», «возвышенный», «человек высокого звания, достоинства». Имя Али носил четвертый калиф (халиф) мусульман, двоюродный брат Магомета (Мухаммеда). Его последователи — мусульмане-шииты считают Али своим первым законным правителем. Таким образом, имя Еналей (Джан-Али, Джанали и проч.) в переводе означает «возвышенная душа» или «душа Али».
Бахтея́ров (Бахтияров, Бухтеяров) происходит от мужского персидского имени Бахтия́р (Baxtiyâr — بختیار — «счастливый»). Согласно одной версии, в основе фамилии — самоназвание группы скотоводческих племён Юго-Западного Ирана — бахтиаров, которые заселяли Персию ещё до арабского завоевания в середине VII века нашей эры, а в эпоху правления Сефевидов стали одним из самых влиятельных племён Юга Ирана. Оттуда этноним перекочевал в арабо-тюркский мир и, соответственно, стал антропонимом.